# Magnetometru
Magnetometrul este un instrument de măsurare a câmpului magnetic în vecinătatea instrumentului. Este folosit pentru determinări ale geomagnetismului și biomagnetismului.

## Istoric
Primele magnetometre au fost construite de Carl Friedrich Gauss.

## Tipuri
Un exemplu de magnetometru e cel pe bazat pe efectul Hall. Un alt tip este bazat pe efectul Josephson.
Magnetometrele pot fi scalare și vectoriale.